# Ви Соён
Ви Соён (кор. 위서영; 15 марта 2005, Сеул) — южнокорейская фигуристка, выступающая в одиночном катании. Член сборной Республики Корея. Участница Гран-при Японии (2021), победительница юниорского Asian Trophy (2019) и чемпионка Республики Корея среди юниоров (2018).

## Карьера
Ви родилась в Сеуле 15 марта 2005 года. Тренируется под руководством Чхве Хёнгён. Над постановкой программ и хореографией работает с Син Йеджи. По данным ISU, проживает в городе Хвасон. Ви наряду с Ли Хэин и Пак Ёнджон причисляется ко второму поколению южнокорейских фигуристок, пришедших в данный вид спорта под влиянием Ким Ёна.
На юниорском уровне Ви была чемпионкой Республики Корея (2018) и победительницей Asian Trophy (2019). В том же году завоевала серебро юниорского Гран-при, проходившего во Франции. На том турнире она чисто исполнила оба проката, получив положительные надбавки за все элементы как в короткой, так и в произвольной программе. С результатом 191,07 балла она стала пятой южнокорейской одиночницей, преодолевшей рубеж в 190 баллов на соревнованиях под эгидой ISU.
В 2020 году заняла шестое место на юниорском чемпионате мира, установив личный рекорд за произвольную программу и по сумме баллов. Ви финишировала вслед за Ли Хэин, и, будучи дебютанткой подобных соревнований, в целом осталась довольна выступлением, отметив, что не допустила серьёзных ошибок. Международный взрослый дебют фигуристки состоялся в сезоне 2021/2022, когда она выступила на этапе японского Гран-при.

## Результаты
CS: Challenger Series
| Соревнования                | 17/18         | 18/19         | 19/20         | 20/21         | 21/22         | 22/23         | 23/24         |
| Международные               | Международные | Международные | Международные | Международные | Международные | Международные | Международные |
| --------------------------- | ------------- | ------------- | ------------- | ------------- | ------------- | ------------- | ------------- |
| Четыре континента           |               |               |               |               |               |               | 5             |
| Гран-при Японии             |               |               |               |               | 9             | 8             | 10            |
| Гран-при США                |               |               |               |               |               |               | 12            |
| CS Finlandia Trophy         |               |               |               |               |               |               | 13            |
| CS Nebelhorn Trophy         |               |               |               |               |               | 2             |               |
| Международные среди юниоров |               |               |               |               |               |               |               |
| Чемпионат мира              |               |               | 6             |               | 5             |               |               |
| Гран-при Польши             |               |               | 4             |               |               |               |               |
| Гран-при Франции            |               |               | 2             |               |               |               |               |
| Гран-при Армении            |               | 4             |               |               |               |               |               |
| Гран-при Чехии              |               | 4             |               |               |               |               |               |
| Asian Open Trophy           |               | 3             | 1             |               |               |               |               |
| Национальные                |               |               |               |               |               |               |               |
| Чемпионат Республики Корея  |               | 6             | 4             | 5             | 5             | 9             |               |
| ЧРК среди юниоров           | 1             |               |               |               |               |               |               |